# Hooper (Nebraska)
Hooper è un comune degli Stati Uniti d'America, situato in Nebraska, nella contea di Dodge.